# 熱水鉱脈
熱水鉱脈（ねっすいこうみゃく）とは、高温の熱水が岩石の割れ目を通過する際に様々な鉱物が沈殿してできた鉱脈のこと。沈殿する鉱物は石英が主体の場合が多く、特に「石英脈」とも呼ばれる。熱水の浸透で岩石中の鉱物が変質したものは「熱水変質」と呼ばれ、珪酸が沈殿して岩石が硬質になったものは「珪化」、熱水中の元素が岩石内に鉱物を生成させたものは「鉱染」と呼ばれる。

## 概要
熱水鉱脈は、地下のマグマで熱せられた熱水が通過途中の岩石の鉱物や元素を溶かしこみながら上昇し、温度や圧力の低下などで含まれていた鉱物が岩石の裂罅（れっか）に結晶化して形成された鉱脈である。主に石英などのありふれた鉱物からなるが、金属鉱物や希少鉱物が生成する場合もある。

### 熱水鉱床
地下から上昇してきた熱水に金や銀、銅、鉛、亜鉛などの有用元素が含まれていた場合、形成された熱水鉱脈は熱水鉱床として採掘対象となる。鹿児島県の菱刈鉱山（金）や足尾銅山（銅）など多くの金属鉱山は岩石内を通る熱水が析出して岩脈となったものである。菱刈鉱山、土肥鉱山のように温泉が湧出する鉱山も多い。
海底火山近くの海底においては、周囲の海水が熱水の起源となり海底熱水鉱床を形成する。このような熱源が豊富な中央海嶺付近は多くが深海底にあり、高い温度と水圧により海水の温度は300℃近くあるが沸騰しない。このような超臨界状態の海水は周囲の基岩から塩類を高濃度に溶出して熱水噴出孔から海水中へ噴出する（ブラックスモーカーなど）が、その周囲の0℃に近い海水に触れることで塩類が直ちに析出沈殿し、チムニーと呼ばれる噴出塔の形成も見られる。また周囲に大量の金属塩類が沈殿して鉱床を形成する。このような鉱床は堆積鉱床と呼ばれる。軟マンガン鉱はこうして得られる鉱物の代表的な例である。